# Cryphoeca brignolii
Espèce
Cryphoeca brignolii est une espèce d'araignées aranéomorphes de la famille des Cybaeidae.

## Distribution
Cette espèce se rencontre en Suisse et en Italie. Elle se rencontre du Tessin à la Vénétie.

## Étymologie
Cette espèce est nommée en l'honneur de Paolo Marcello Brignoli.

## Publication originale
- Thaler, 1980 : Cryphoeca brignolii n. sp., eine weitere Reliktart der Südalpen-mit Arten-Schlüssel und Versuch eines Kladogramms (Arachnida: Aranei: Agelenidae). Zoologischer Anzeiger, vol. 204, p. 400-408.